# Enrique Larrinaga
Enrique Larrinaga Esnal (Sestao, España; 20 de junio de 1910- México DF; 8 de mayo de 1993) fue un futbolista español que se desempeñaba como delantero interior.
Se inició como futbolista en el CD Basconia. Pasó ocho temporadas en el Racing de Santander, hasta el comienzo de la Guerra Civil. Fue uno de los jugadores que formó parte de la gira de la Selección de Euzkadi que hizo por diversos puntos de Europa y México para recaudar fondos para la República. Finalmente, como otros de sus compañeros, se quedó a vivir en México.

## Clubes
| Club                    | País   | Año         |
| ----------------------- | ------ | ----------- |
| Club Deportivo Basconia | España | 1927 - 1928 |
| Racing de Santander     | España | 1928 - 1936 |
| CF Asturias             | México | 1941 - 1942 |
| Real Club España        | México | 1942 - 1945 |